# Střelba na univerzitě v Charlotte
Střelba na univerzitě v Charlotte byla hromadná střelba, k níž došlo na Univerzitě v Severní Karolíně v Charlotte 30. dubna 2019 přibližně v 17:40 místního času (19:40 UTC). Střelba v poslední den výuky jarního semestru poslala do nemocnice šest lidí, z nichž dva byli při příjezdu mrtví a tři další v kritickém stavu. Střelba proběhla ve třídě v budově Woodforda A. Kennedyho v době, kdy studenti přednášeli závěrečnou prezentaci. Jeden podezřelý, Trystan Terrell, byl vzat do policejní vazby.

## Události
Střelba začala před 17:40 místního času. V 17:50 byl vyhlášen poplach. Střelba proběhla v poslední den třídy pro jarní semestr.

## Pachatel
Podezřelý údajně zapojený do střelby, Trystan Terrell (narozený 6. června 1996), je údajně bývalý student historie, který byl vyhozen z UNC Charlotte dříve v roce 2019.

## Oběti
Podle policie byly dvě oběti mrtvé, tři v kritickém stavu a jeden s život neohrožujícím zraněním. Dvě oběti, které byly zabity, byli údajně bílí muži.

## Důsledky
Univerzita byla dočasně uzavřena. Policejní útvary UNC Charlotte a Charlotte-Mecklenburg založily v Harris Teeter v University City centrum pro sloučení rodiny.
Koncert Waka Flocka Flame, který se měl konat na stadionu Jerryho Richardsona na kampusu později večer, byl zrušen.